# Indian Creek Colony
Indian Creek Colony es un asentamiento del distrito de Orange Walk, en Belice. Los habitantes son menonitas conservadores que hablan plautdietsch, un dialecto del bajo alemán. Según el censo de 2010, Indian Creek Colony tenía una población de 903 personas en 150 hogares, existiendo un promedio de seis personas por hogar.